# Pixeline i Pixieland
 Pixeline i Pixieland  er det tolvte spil i Pixeline-serien. Spillet er fra 2006, og er udgivet af Krea Media. 
Spillet starter med, at Pixeline er draget til Pixieland, hvor både feer og gnomer bor på hver sin side af Styggefloden. Problemet er, at det er 100 år siden, at de har haft noget med hinanden at gøre, så Pixeline beslutter sig for at holde en kæmpe fest, for at de igen kan mødes.
Til festen skal der bruges 12 af hver ting. Der skal bl.a. sys kjoler, brygges sodavand, støbes tallerkener og laves invitationer, skrive en festsang og laves raketter. 
Tingene til disse må Pixeline skaffe i små minispil, hvor man kan fange krudtugler til raketterne; når man har tre krudtugler, kan Pixeline gå hen til en fe, der laver fyrværkeri. Her skal der gennemføres endnu et minispil, for at der kan puttes tre krudtugler ned i raketten.
Til sidst, når Pixeline har samlet alle de ting der skal bruges til festen, bliver der holdt en kæmpe fest for feerne og gnomerne.
Pixeline i Pixieland har senere fået legendestatus alene af den grund, at det er det sidste officielle spil til at udkomme på Game Boy Advance.